# Neoregelia wurdackii
Neoregelia wurdackii är en gräsväxtart som beskrevs av Lyman Bradford Smith. Neoregelia wurdackii ingår i släktet Neoregelia och familjen Bromeliaceae. Inga underarter finns listade i Catalogue of Life.